# Murawa (skała)
Murawa – skała w miejscowości Dubie w województwie małopolskim, w powiecie krakowskim, w gminie Krzeszowice. Wznosi się u wylotu Doliny Racławki i Doliny Szklarki w grupie Skał nad Boiskiem. Pod względem geograficznym jest to obszar Wyżyny Olkuskiej.
Skały nad Boiskiem to przygotowany w 2016 roku staraniem fundacji Wspinka nowy rejon wspinaczkowy. Zbudowana z twardych wapieni skała Murawa wznosi się na otwartym terenie (nad boiskiem sportowym). Ma wysokość 14 m i wystawę południowo-zachodnią. Jest na niej 6 dróg wspinaczkowych, przeważnie łatwych (IV – VI.2 w skali Kurtyki). Posiadają kompletną asekurację (3–6 ringów i stanowisko zjazdowe). Oprócz nich są jeszcze cztery projekty czekające na asekurację.
Grupa Skał nad Boiskiem jest dobrze przygotowana do wspinaczki. Obok, oprócz boiska sportowego znajduje się plac zabaw dla dzieci, niewielki parking oraz tablice ze skałoplanami. Do skał w górnej części urwiska wykonano schodki.

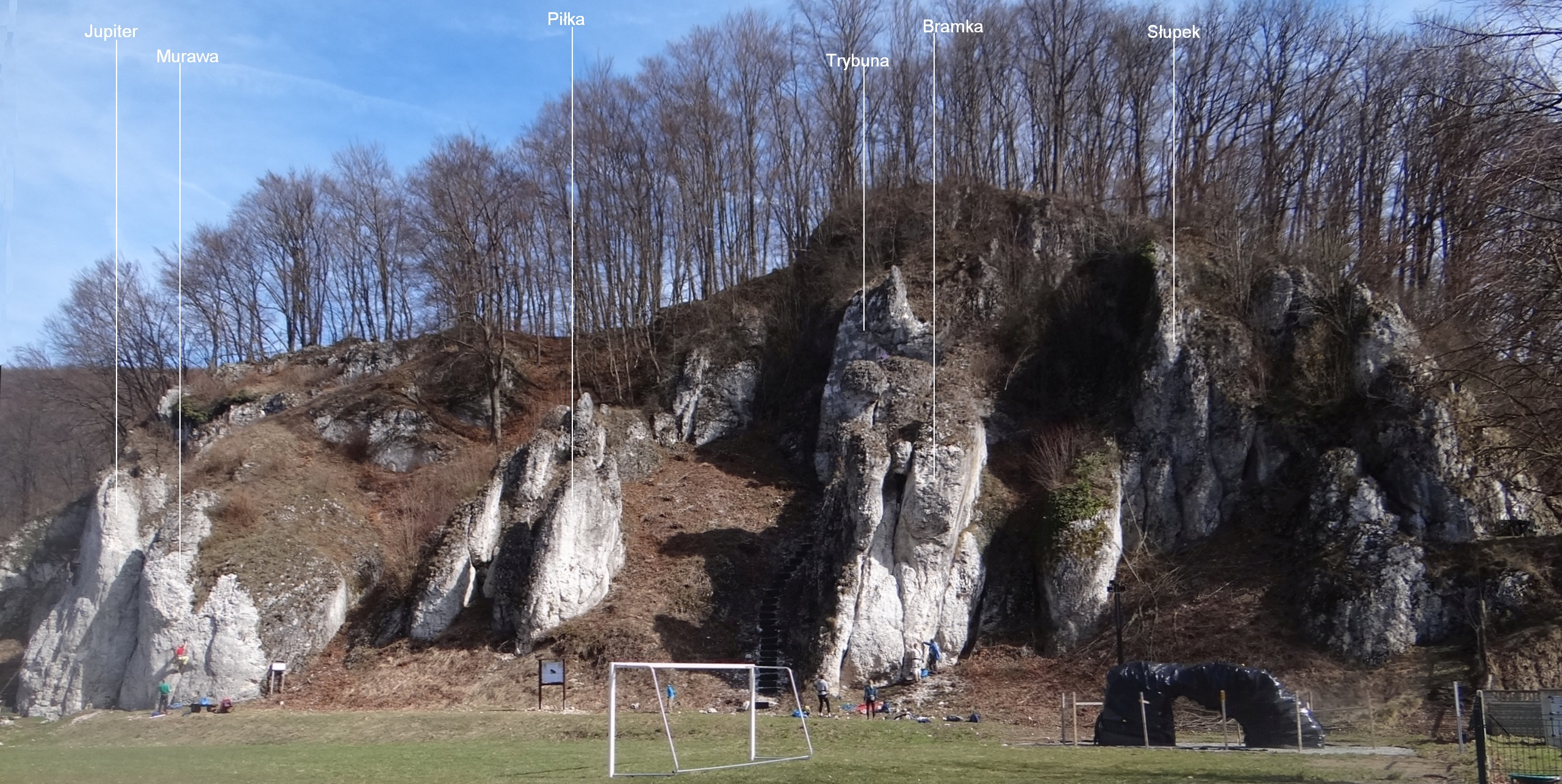
Skały nad Boiskiem
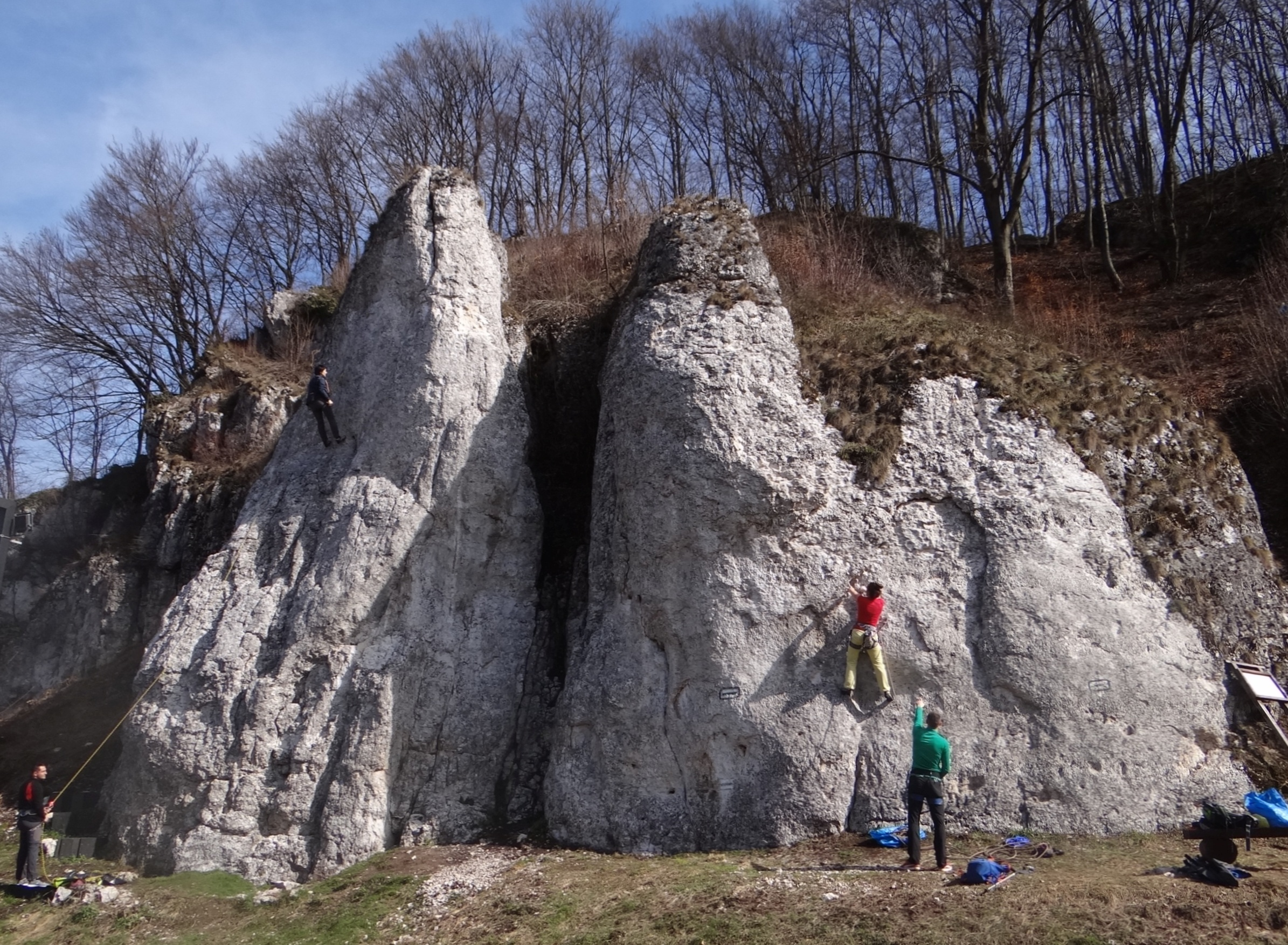
Jupiter i Murawa
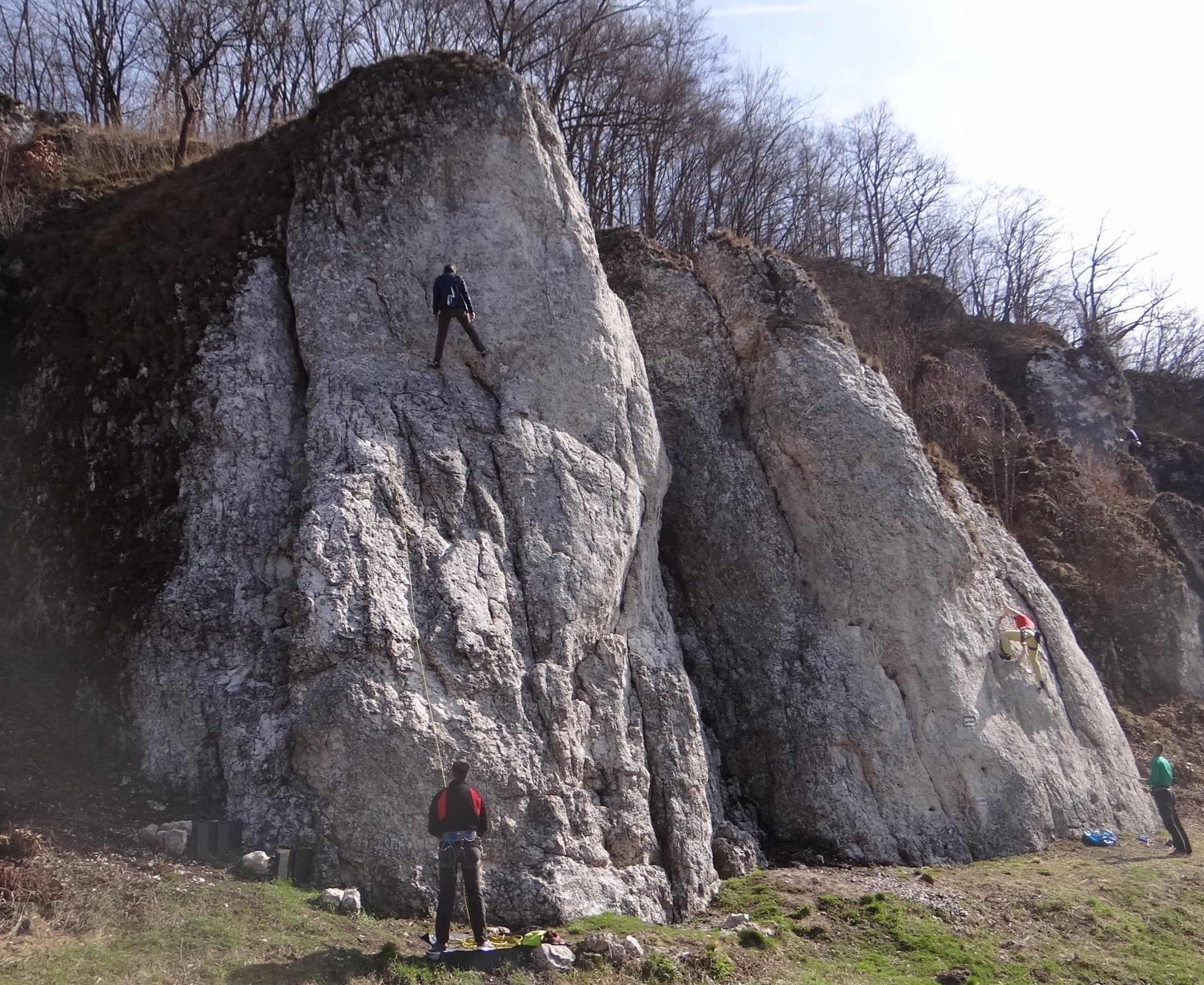
Jupiter i Murawa
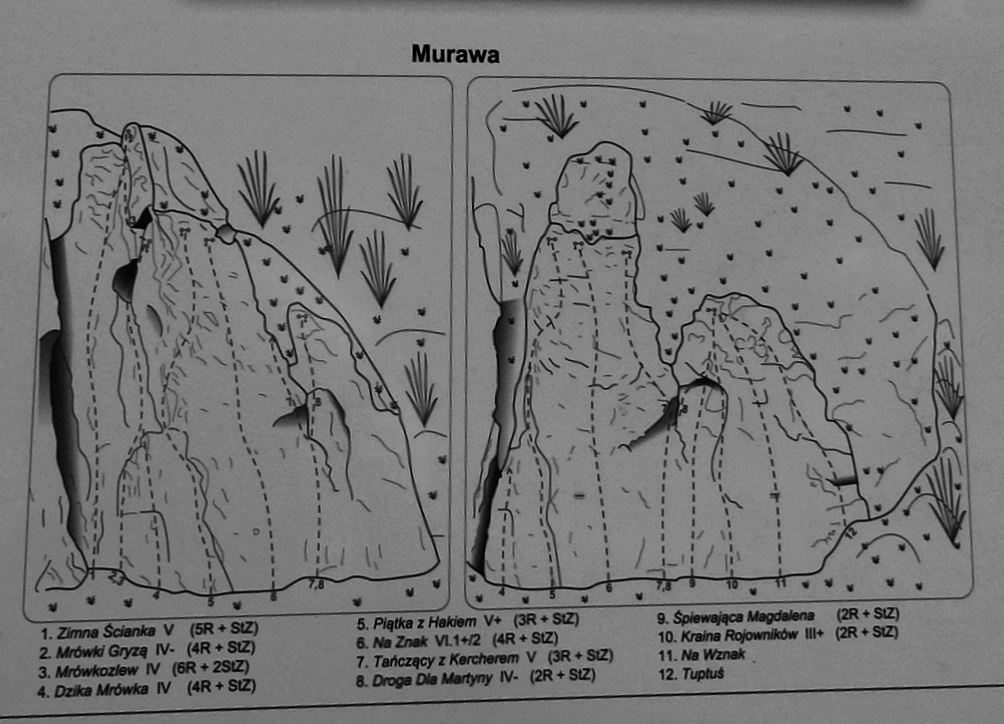
Skałoplan Murawy
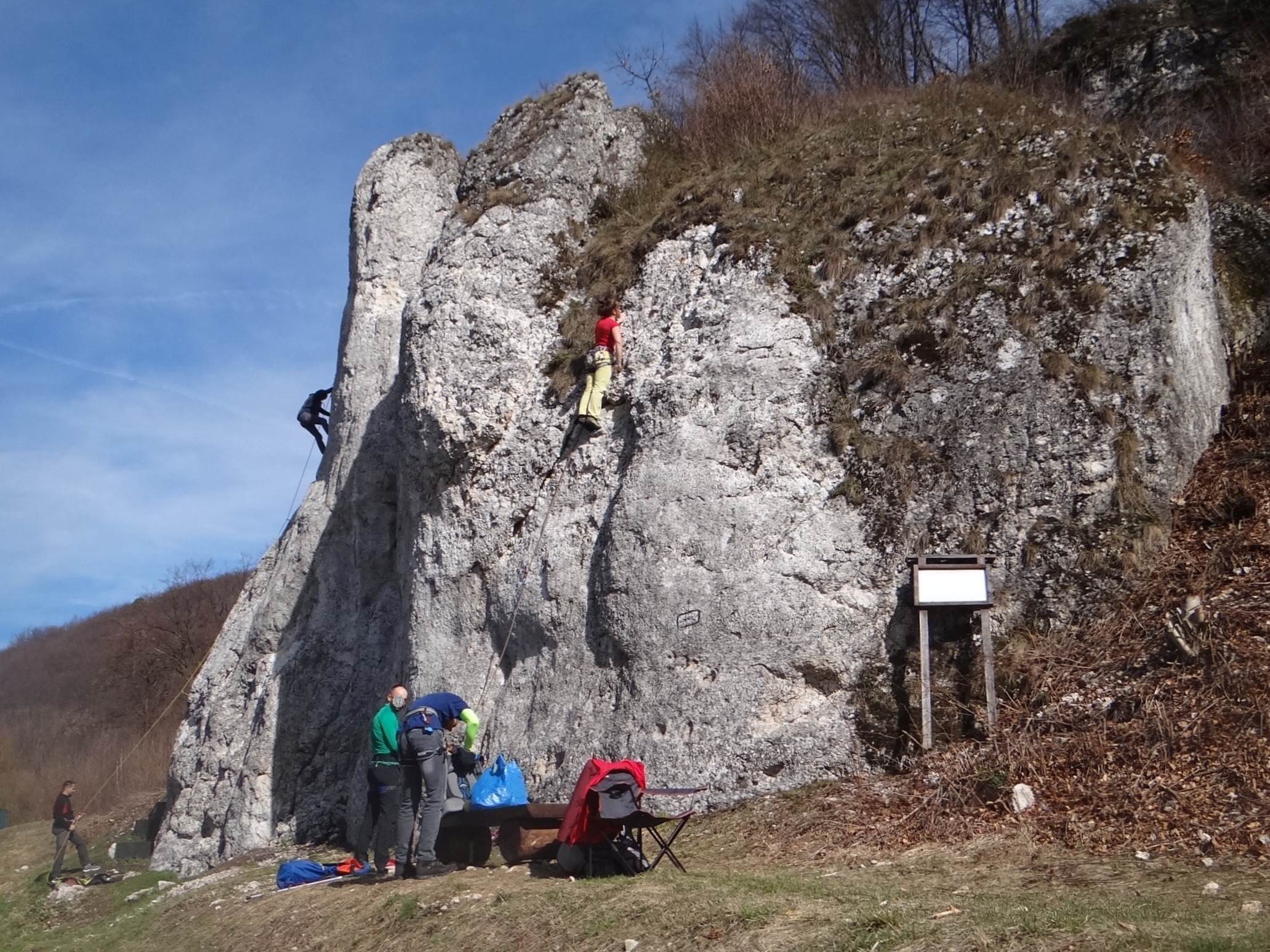
Jupiter i Murawa

Patrząc z boiska tuż po lewej stronie Murawy znajduje się skała Jupiter, a po prawej kolejno dalsze skały: Piłka, Trybuna, Bramka i Słupek.